# Lijst van voetbalinterlands Verenigde Arabische Emiraten - Zuid-Korea
Deze lijst van voetbalinterlands is een overzicht van alle officiële voetbalwedstrijden tussen de nationale teams van de Verenigde Arabische Emiraten en Zuid-Korea. De landen speelden tot op heden 23 keer tegen elkaar. De eerste ontmoeting, een groepswedstrijd tijdens de Azië Cup 1980, werd gespeeld in Koeweit op 24 september 1980. Het laatste duel, een kwalificatiewedstrijd voor het Wereldkampioenschap voetbal 2022, vond plaats op 29 maart 2022 in Dubai.

## Wedstrijden
| №  | Plaats       | Datum             | Competitie             | Wedstrijd                                 | Uitslag |
| -- | ------------ | ----------------- | ---------------------- | ----------------------------------------- | ------- |
| 1  | Koeweit      | 24 september 1980 | Azië Cup 1980          | Zuid-Korea − Verenigde Arabische Emiraten | 4 − 1   |
| 2  | Kuala Lumpur | 12 augustus 1982  | Vriendschappelijk      | Verenigde Arabische Emiraten − Zuid-Korea | 2 − 3   |
| 3  | Doha         | 3 december 1988   | Azië Cup 1988          | Verenigde Arabische Emiraten − Zuid-Korea | 0 − 1   |
| 4  | Singapore    | 28 oktober 1989   | WK 1990 kwalificatie   | Verenigde Arabische Emiraten − Zuid-Korea | 1 − 1   |
| 5  | Anyang       | 22 oktober 1992   | Vriendschappelijk      | Zuid-Korea − Verenigde Arabische Emiraten | 0 − 0   |
| 6  | Anyang       | 24 oktober 1992   | Vriendschappelijk      | Zuid-Korea − Verenigde Arabische Emiraten | 1 − 1   |
| 7  | Seoel        | 19 september 1994 | Vriendschappelijk      | Zuid-Korea − Verenigde Arabische Emiraten | 0 − 0   |
| 8  | Dubai        | 19 maart 1996     | Vriendschappelijk      | Verenigde Arabische Emiraten − Zuid-Korea | 3 − 2   |
| 9  | Abu Dhabi    | 4 december 1996   | Azië Cup 1996          | Verenigde Arabische Emiraten − Zuid-Korea | 1 − 1   |
| 10 | Seoel        | 3 oktober 1997    | WK 1998 kwalificatie   | Zuid-Korea − Verenigde Arabische Emiraten | 3 − 0   |
| 11 | Abu Dhabi    | 8 november 1997   | WK 1998 kwalificatie   | Verenigde Arabische Emiraten − Zuid-Korea | 1 − 3   |
| 12 | Bangkok      | 9 december 1998   | Aziatische Spelen 1998 | Verenigde Arabische Emiraten − Zuid-Korea | 1 − 2   |
| 13 | Dubai        | 4 oktober 2000    | Vriendschappelijk      | Verenigde Arabische Emiraten − Zuid-Korea | 1 − 1   |
| 14 | Dubai        | 11 februari 2001  | Vriendschappelijk      | Verenigde Arabische Emiraten − Zuid-Korea | 1 − 4   |
| 15 | Jinan        | 23 juli 2004      | Azië Cup 2004          | Verenigde Arabische Emiraten − Zuid-Korea | 0 − 2   |
| 16 | Dubai        | 18 januari 2006   | Vriendschappelijk      | Verenigde Arabische Emiraten − Zuid-Korea | 1 − 0   |
| 17 | Seoel        | 15 oktober 2008   | WK 2010 kwalificatie   | Zuid-Korea − Verenigde Arabische Emiraten | 4 − 1   |
| 18 | Dubai        | 6 juni 2009       | WK 2010 kwalificatie   | Verenigde Arabische Emiraten − Zuid-Korea | 0 − 2   |
| 19 | Suwon        | 11 oktober 2011   | WK 2014 kwalificatie   | Zuid-Korea − Verenigde Arabische Emiraten | 2 − 1   |
| 20 | Dubai        | 11 november 2011  | WK 2014 kwalificatie   | Verenigde Arabische Emiraten − Zuid-Korea | 0 − 2   |
| 21 | Shah Alam    | 11 juni 2015      | Vriendschappelijk      | Zuid-Korea − Verenigde Arabische Emiraten | 3 − 0   |
| 22 | Goyang       | 11 november 2021  | WK 2022 kwalificatie   | Zuid-Korea − Verenigde Arabische Emiraten | 1 − 0   |
| 23 | Dubai        | 29 maart 2022     | WK 2022 kwalificatie   | Verenigde Arabische Emiraten − Zuid-Korea | 1 − 0   |

## Samenvatting
| Competitie        | Totaal gespeeld | Winst V.A.E. | Gelijk | Winst Zuid-Korea | Doelsaldo V.A.E. – Zuid-Korea |
| ----------------- | --------------- | ------------ | ------ | ---------------- | ----------------------------- |
| WK-kwalificatie   | 9               | 1            | 1      | 7                | 5 − 18                        |
| Azië Cup          | 4               | 0            | 1      | 3                | 2 − 8                         |
| Aziatische Spelen | 1               | 0            | 0      | 1                | 1 − 2                         |
| Vriendschappelijk | 9               | 2            | 4      | 3                | 9 − 14                        |
| Totaal            | 23              | 3            | 6      | 14               | 17 − 42                       |

UAEFA · A-internationals · Bondscoaches · Statistieken · Olympisch elftal · Vrouwenelftal van de Verenigde Arabische Emiraten · VA Emiraten U21 · VA Emiraten U19 · VA Emiraten U17
1972 – 1979 ·
1980 – 1989 ·
1990 – 1999 ·
2000 – 2009 ·
2010 – 2019 ·
2020 − 2029
OS 2012
Algerije ·
Andorra ·
Angola ·
Argentinië ·
Armenië ·
Australië ·
Azerbeidzjan ·
Bahrein ·
Bangladesh ·
Benin ·
Bolivia ·
Brazilië ·
Brunei ·
Bulgarije ·
Chili ·
China ·
Colombia ·
Costa Rica ·
Denemarken ·
Dominicaanse Republiek ·
Duitsland ·
Egypte ·
Estland ·
Filipijnen ·
Finland ·
Gabon ·
Gambia ·
Georgië ·
Haïti ·
Honduras ·
Hongarije ·
Hongkong ·
IJsland ·
India ·
Indonesië ·
Irak ·
Iran ·
Japan ·
Jemen ·
Joegoslavië ·
Jordanië ·
Kazachstan ·
Kenia ·
Kirgizië ·
Koeweit ·
Laos ·
Libanon ·
Libië ·
Litouwen ·
Maleisië ·
Malta ·
Marokko ·
Mauritanië ·
Moldavië ·
Myanmar ·
Nepal ·
Nieuw-Zeeland ·
Noord-Korea ·
Noorwegen ·
Oekraïne ·
Oezbekistan ·
Oman ·
Oost-Timor ·
Pakistan ·
Palestina ·
Paraguay ·
Peru ·
Polen ·
Qatar ·
Roemenië ·
Rusland ·
Saoedi-Arabië ·
Senegal ·
Singapore ·
Slovenië ·
Slowakije ·
Soedan ·
Sri Lanka ·
Syrië ·
Tadzjikistan ·
Thailand ·
Togo ·
Trinidad en Tobago ·
Tsjechië ·
Tunesië ·
Turkmenistan ·
Uruguay ·
Venezuela ·
Vietnam ·
Wit-Rusland ·
Zuid-Afrika ·
Zuid-Korea ·
Zweden ·
Zwitserland
KFA · A-internationals · Selecties · Bondscoaches · Zuid-Koreaans vrouwenelftal · Olympisch elftal · Zuid-Korea U21 · Zuid-Korea U20 · Zuid-Korea U19 · Zuid-Korea U18 · Zuid-Korea U17
1940 – 1949 ·
1950 – 1959 ·
1960 – 1969 ·
1970 – 1979 ·
1980 – 1989 ·
1990 – 1999 ·
2000 – 2009 ·
2010 – 2019 ·
2020 − 2029
WK 1954 · 
WK 1986 · 
WK 1990 · 
WK 1994 · 
WK 1998 · 
WK 2002 · 
WK 2006 · 
WK 2010 · 
WK 2014 · 
WK 2018
OS 1948 ·
OS 1964 ·
OS 1988 ·
OS 1992 ·
OS 1996 ·
OS 2000 ·
OS 2004 ·
OS 2008 ·
OS 2012 ·
OS 2016 ·
OS 2020
1948 ·
1949 ·
1950 · 
1951 · 1952 · 
1953 · 
1954 · 
1955 · 
1956 · 
1957 · 
1958 · 
1959 ·
1960 · 
1961 · 
1962 · 
1963 · 
1964 · 
1965 · 
1966 · 
1967 · 
1968 · 
1969 ·
1970 · 
1971 · 
1972 · 
1973 · 
1974 · 
1975 · 
1976 · 
1977 · 
1978 · 
1979 ·
1980 · 
1981 · 
1982 · 
1983 · 
1984 · 
1985 · 
1986 · 
1987 · 
1988 · 
1989 ·
1990 ·
1991 · 
1992 · 
1993 · 
1994 · 
1995 · 
1996 · 
1997 · 
1998 · 
1999 · 
2000 · 
2001 · 
2002 · 
2003 · 
2004 · 
2005 · 
2006 · 
2007 · 
2008 · 
2009 · 
2010 · 
2011 ·
2012 ·
2013 ·
2014 ·
2015 ·
2016 ·
2017 ·
2018 ·
2019 ·
2020 ·
2021 ·
2022 ·
2023 ·
2024
Afghanistan ·
Algerije ·
Angola ·
Argentinië ·
Australië ·
Bahrein ·
Bangladesh ·
België ·
Bolivia ·
Bosnië en Herzegovina ·
Brazilië ·
Brunei ·
Bulgarije ·
Burkina Faso ·
Cambodja ·
Canada ·
Chili ·
China ·
Colombia ·
Costa Rica ·
Cuba ·
Denemarken ·
Duitsland ·
Ecuador ·
Egypte ·
El Salvador ·
Engeland ·
Filipijnen ·
Finland ·
Frankrijk ·
Georgië ·
Ghana ·
Griekenland ·
Guam ·
Guatemala ·
Haïti ·
Honduras ·
Hongarije ·
Hongkong ·
IJsland ·
India ·
Indonesië ·
Irak ·
Iran ·
Israël ·
Italië ·
Ivoorkust ·
Jamaica ·
Japan ·
Jemen ·
Joegoslavië ·
Jordanië ·
Kameroen ·
Kazachstan ·
Kenia ·
Kirgizië ·
Koeweit ·
Kroatië ·
Laos ·
Letland ·
Libanon ·
Libië ·
Luxemburg ·
Macau ·
Malediven ·
Maleisië ·
Mali ·
Malta ·
Marokko ·
Mexico ·
Moldavië ·
Mongolië ·
Myanmar ·
Nederland ·
Nepal ·
Nieuw-Zeeland ·
Nigeria ·
Noord-Ierland ·
Noord-Korea ·
Noord-Macedonië ·
Noorwegen ·
Oekraïne ·
Oezbekistan ·
Oman ·
Pakistan ·
Palestina ·
Panama ·
Paraguay ·
Peru ·
Polen ·
Portugal ·
Qatar ·
Roemenië ·
Rusland ·
Saoedi-Arabië ·
Schotland ·
Senegal ·
Servië ·
Servië en Montenegro ·
Singapore ·
Slowakije ·
Soedan ·
Spanje ·
Sri Lanka ·
Syrië ·
Tadzjikistan ·
Taiwan ·
Thailand ·
Togo ·
Trinidad en Tobago ·
Tsjechië ·
Tunesië ·
Turkije ·
Turkmenistan ·
Uruguay ·
Venezuela ·
Verenigde Arabische Emiraten ·
Verenigde Staten ·
Vietnam ·
Wales ·
Wit-Rusland ·
Zambia ·
Zuid-Jemen ·
Zuid-Vietnam ·
Zweden ·
Zwitserland
Algerije (2014) · 
Australië (2015, 2) ·
België (2014) · 
Duitsland (2018) · 
Frankrijk (2006) · 
Griekenland (2010) ·
Mexico (2018) ·
Nigeria (2010) · 
Portugal (2022) · 
Rusland (2014) · 
Togo (2006) · 
Zweden (2018) ·
Zwitserland (2006)